# Guaíra (São Paulo)
Guaíra is een gemeente in de Braziliaanse deelstaat São Paulo. De gemeente telt 38.676 inwoners (schatting 2009).